# Walther Specht
Walther Specht (* 29. April 1938 in Diefenbach im Enzkreis; † 29. Januar 2021 in Sternenfels) war Honorarprofessor für Erziehungswissenschaften an der Universität Tübingen, Mitbegründer der Streetwork in Deutschland und Funktionsträger im Diakonischen Werk.

## Leben und Wirken
Walther Specht hat 1967 auf der Basis US-amerikanischer Forschungen und Praxiserfahrungen im Bereich gemeinwesenbezogener Arbeit mit Jugendclubs und -Gangs einen stadtteilorientierten Arbeitsansatz nicht ausgrenzender, entstigmatisierender Jugendarbeit konzipiert und praktisch in Stuttgart erprobt. Ausgangspunkte dafür waren die erlebte Hilflosigkeit der 'Offenen Jugendarbeit'. Specht wollte neue Wege zu Gruppen von Problemjugendlichen finden und entwickelte die Mobile Jugendarbeit. 1970 wurde die erste Institution dafür gegründet.
Nach Studium der Sozialpädagogik an der Universität Tübingen promovierte er dort über das Thema „Jugendkriminalität und Mobile Jugendarbeit“. 1986 erhielt er einen Ruf an die Fachhochschule für Sozialwesen in Esslingen und wurde wissenschaftlicher Berater des Diakonischen Werkes Württemberg. Seit 1993 lehrte er (neben weiteren Lehraufträgen in Deutschland sowie im Ausland) als Honorarprofessor am Institut für Erziehungswissenschaft der Universität Tübingen.
Specht war von 1988 bis 2002 Direktor in der Geschäftsführung des Diakonischen Werkes der Evangelischen Kirche in Deutschland.  Von
1992 bis 2012 war er Vorsitzender und seit 2013 Ehrenvorsitzender der von ihm gegründeten 'Internationalen Gesellschaft für Mobile Jugendarbeit' (ISMO). Von 1997 bis 2001 war er außerdem Sprecher der Nationalen Armutskonferenz. In den Jahren 2001 bis 2006 arbeitete er auch im Vorstand des Deutschen Forums für Kriminalprävention.
Eine Vorreiterrolle übernahm Walther Specht beim Aufbau von Strukturen sozialer Arbeit für gefährdete Menschen in den neuen Bundesländern und im Wissenstransfer in die Länder Mittel- und Osteuropas.

## Auszeichnungen
2002: Bundesverdienstkreuz

## Werke
- Jugendkriminalität und Mobile Jugendarbeit, Neuwied 1979
- Die gefährliche Straße. Jugendkonflikte und Stadtteilarbeit (als Hrsg.), Bielefeld 1987
- Zur Bekämpfung der Armut, Stuttgart 1991
- Sozialraum Hoyerswerda, Stuttgart 1992
- Straßenkinder und mobile Jugendarbeit, Stuttgart 2000